# Gråstrupig solfågel
Gråstrupig solfågel (Anthreptes griseigularis) är en fågel i familjen solfåglar inom ordningen tättingar.

## Utseende och läte
Gråstrupig solfågel är en liten tätting med rätt lång och nedåtböjd, kraftig näbb och gul undersida. Hanen har ljusgrå strupe, en mörkröd fläck på kinden och på vingen, purpurblått på pannan och skuldran samt flaskgrönt på strupsidor, nacken och hjässan. Honan är rätt färglös, med gråbrunt huvud och olivgrönt på rygg och övergump. Den liknar honor av flera andra solfågelarter, men är större och har bredare näbb. Lätet är dåligt känt, men avger troligen ett ljudligt "whip!" liknande brunstrupig solfågel.

## Utbredning och systematik
Gråstrupig solfågel förekommer i Filippinerna. Den delas upp i två underarter med följande utbredning:
- Anthreptes griseigularis birgitae – norra Filippinerna
- Anthreptes griseigularis griseigularis – sydöstra och södra Filippinerna

Fågeln betraktas ibland som en underart till brunstrupig solfågel (A. malacensis).

## Status och hot
Arten har ett stort utbredningsområde, men tros minska i antal, dock inte tillräckligt kraftigt för att den ska betraktas som hotad. Internationella naturvårdsunionen IUCN listar arten som livskraftig (LC).